# Phalaenoides lewini
Phalaenoides lewini là một loài bướm đêm trong họ Noctuidae.